# Jan Blažek (basketbalista)
Jan Blažek (13. září 1947 Praha – 29. září 2016 tamtéž) byl československý basketbalista. Je zařazen na čestné listině mistrů sportu.
Byl hráčem družstva Slavia VŠ Praha (1965-1975), s nímž byl šestkrát mistrem a třikrát vicemistrem Československa. V dalších sezónách hrál za týmy Rudá hvězda Pardubice, Baník Ostrava a Stavební fakulta Praha. V československé basketbalové lize hrál celkem 15 sezón a zaznamenal 4519 bodů (34. místo).
S týmem Slavia VŠ Praha startoval v Poháru evropských mistrů, čtyřikrát se probojovali do semifinále. Na druhém místě skončili v roce 1966 (ve finále podlehli italskému Simmenthal Miláno 72-77), na třetím místě v roce 1967 a v letech 1970 a 1971 v semifinále byli vyřazeni od CSKA Moskva. V roce 1968 hráli ve finále soutěže FIBA - Pohár vítězů národních pohárů a v Athénách před 65 tisíci diváků prohráli s řeckým AEK Athény 82-89. V roce 1969 tento pohár tým vyhrál po výhře ve Vídni nad gruzínským Dynamo Tbilisi 80-74. 
Za československou basketbalovou reprezentaci hrál na Olympijských hrách 1972 v Mnichově (8. místo), když si vybojovali účast v předolympijské kvalifikaci (2. místo). Dále hrál na Mistrovství Evropy v basketbalu juniorů 1966 v Itálii (4. místo) a na dvou Mistrovství Evropy - 1969 Neapol, Itálie (3. místo) a 1973 Barcelona, Španělsko (4. místo) a získal na nich jednu bronzovou medaili. Za reprezentační družstvo Československa v letech 1967-1976 odehrál celkem 93 zápasů, z toho 21 utkání v oficiálních soutěžích FIBA, v nichž zaznamenal 88 bodů.

## Sportovní kariéra

### Hráč klubů
- 1965-1975 Slavia VŠ Praha, 6x mistr (1966, 1969-1972, 1974), 3x vicemistr (1967, 1968, 1973), 3. místo (1975)
- 1975-1976 Rudá hvězda Pardubice - 9. místo (1976)
- 1976-1978 Baník Ostrava - 4. místo (1977), 6. místo (1978)
- 1987-1988 Stavební fakulta Praha - 12. místo
- Československá basketbalová liga celkem 15 sezón (1965-1988), 10 medailových umístění a 4519 bodů
  - 6x mistr Československa (1966, 1969 až 1972), 3x vicemistr: (1967, 1968, 1973), 2x 3. místo: 1975, 1978)
  - 1x v nejlepší pětce sezóny "All stars" československé ligy basketbalu v sezóně 1975/76

- Pohár evropských mistrů - Slavia VŠ Praha
  - 1965/66: v semifinále AEK Athens (GRE) 103-73, ve finále prohra s Olimpia Miláno 72-77
  - 1966/67: v semifinále prohra s Olimpia Miláno 97-103, o 3. místo výhra nad Olimpija Lublaň 88-83
  - 1969/70: v semifinále prohra s CSKA Moskva 79-107, 75-113
  - 1970/71: v semifinále prohra s CSKA Moskva 83-68, 67-94
  - 1971/72, 1972/73, 1974/75: účast ve čtvrtfinálové skupině

- Pohár vítězů pohárů (PVP) - Slavii VŠ Praha
  - 1967/68: v semifinále Vorwärts Lipsko 58-57, 98-76, ve finále před 65 tisíci diváků prohra s AEK Athény 82-89
  - 1968/69: v semifinále Olimpija Lublaň 83-76, 82-61, ve finále ve Vídni výhra nad BK Dinamo Tbilisi 80-74

### Československo
- Za reprezentační družstvo Československa v letech 1967-1976 hrál celkem 93 zápasů, z toho na světových a evropských soutěžích ve 21 zápasech zaznamenal 88 bodů.

- Předolympijská kvalifikace - 1972 Holandsko (38 bodů /7 zápasů), 2. místo a postup na OH

- Olympijské hry - 1972 Mnichov (18 bodů /7 zápasů), 8. místo

- Mistrovství Evropy - 1969 Neapol (4 body /1 zápasů) 3. místo, 1973 Barcelona, Španělsko (14 /5) 4. místo
  - na 2 Mistrovství Evropy celkem 18 bodů v 6 zápasech